# Зимовая Буда (Мозырский район)
Зимовая Буда (бел. Зімовая Буда) — деревня в Осовецком сельсовете Мозырского района Гомельской области Республики Беларусь.
Кругом лес.

## География

### Расположение
В 47 км на запад от Мозыря, 38 км от железнодорожной станции Муляровка (на линии Лунинец — Калинковичи), 178 км от Гомеля.

## Транспортная сеть
Транспортные связи по просёлочной, затем автомобильной дороге Мозырь — Лельчицы. Планировка состоит из криволинейной улицы, ориентированной с юго-востока на северо-запад, которая пересекается 3 переулками. Застройка двусторонняя, деревянная, усадебного типа.

## История
По письменным источникам известна с XIX века как село в Слобода-Скрыгаловской волости Мозырского уезда Минской губернии. В 1929 году жители вступили в колхоз. Во время Великой Отечественной войны в ноябре 1942 года оккупанты полностью сожгли деревню и убили 5 жителей. 39 жителей погибли на фронте. Согласно переписи 1959 года в составе совхоза «Осовец» (центр — деревня Осовец).

## Население

### Численность
- 2004 год — 27 хозяйств, 41 житель.

### Динамика
- 1897 год — 11 дворов, 87 жителей (согласно переписи).
- 1908 год — 21 двор, 142 жителя.
- 1925 год — 48 дворов.
- 1940 год — 57 дворов, 253 жителя.
- 1959 год — 318 жителей (согласно переписи).
- 2004 год — 27 хозяйств, 41 житель.